# Herochroma holelaica
Herochroma holelaica är en fjärilsart som beskrevs av Louis Beethoven Prout 1935. Herochroma holelaica ingår i släktet Herochroma och familjen mätare. Inga underarter finns listade i Catalogue of Life.